# القرن العاشر الميلادي في لبنان
تسرد هذه المقالة الأحداث التاريخية التي وقعت بين سنة 901م إلى سنة 1000م في لبنان المعاصر أو التي تتعلق بأهله.

## الحكم

### القرامطة
شهدت بعلبك أوضاعاً مضطربة عندما ظهر القرامطة في الشام سنة 290هـ/905م بقيادة الحسين بن زكرويه بن مهراويه الذي خلف أخيه يحيى بن زكرويه صاحب ثورة القرامطة، وقد تمكن الحسين من احتلال دمشق وحمص. وبدأت قواته سلسلة من عمليات السطو المدمرة والنهب الشديد. وفي نفس العام زحف إلى بعلبك ووضع السيف على رقاب أهلها فقتل غالبية سكانها، وتؤكد أقوال المؤرخين المعاصرين انتقامه القاسي من أهل بعلبك، دون إعطاء سبباً للقتل. وقد اتفق الطبري وابن الأثير على القول التالي: «فقتل عامة أهلها حتى لم يبق منهم – فيما قيل – إلا اليسير.. ثم قتل البهائم».

### الطولونيون

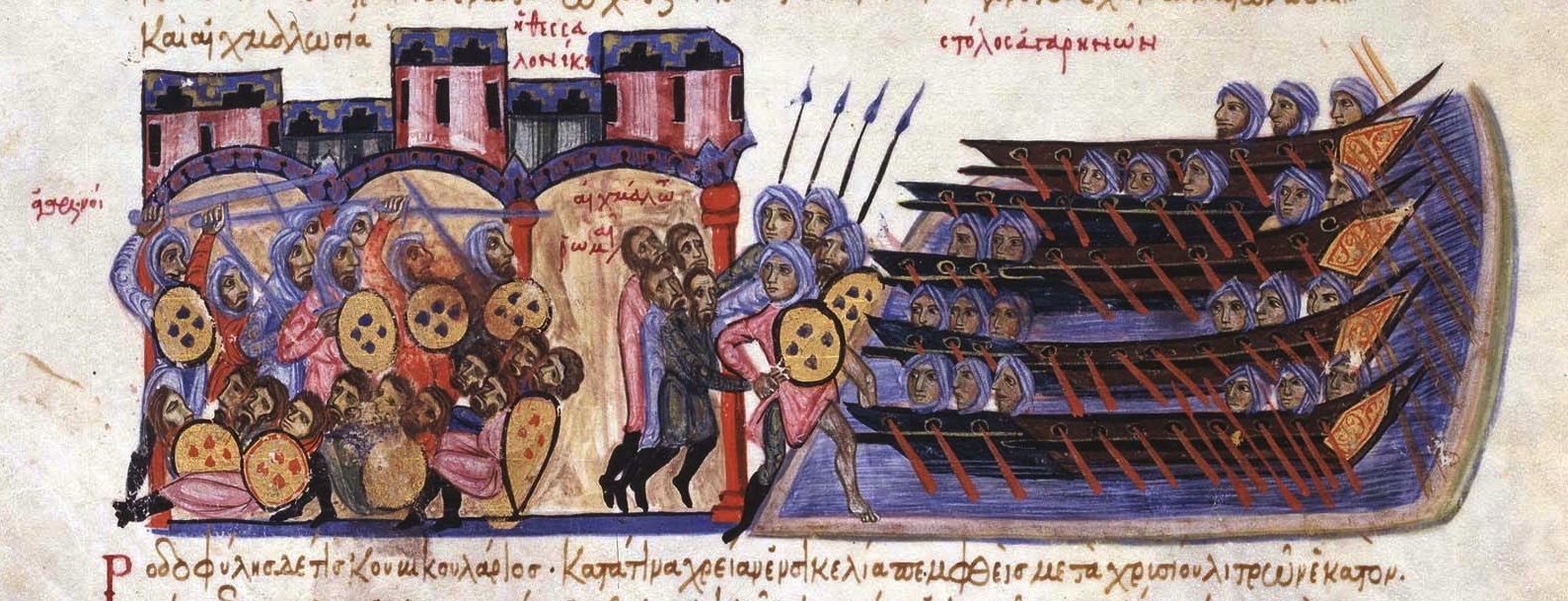
لوحة بيزنطية مصغرة تصور ليو الطرابلسي وهو ينهب سالونيك.

سقطت الدولة الطولونية على يد أمير البحار دميان الملقب بدميان الصوري الذي اشتهر بصد البيزنطيين، ومعه البحار الكبير ليو الطرابلسي، حقق الأسطول البحري الصوري انتصاراً على البيزنطيين بقيادة القاضي محمد بن العباس الجمحي سنة 296هـ/908م.

### العباسيون
تمردت بعلبك على المكتفي بأمر ابن زكرويه وبدأت بالدعاء والخطبة لزعيم القرامطة. لكن محمد بن سليمان أحد كبار الموظفين وقائد الخلافة العباسية تمكن من إعادة الشام كلها إلى حظيرة الخلافة بعد أن تخلص من نفوذ القرامطة وأخمد ثورتهم سنة 291هـ/906م. ورجعت بعلبك إلى سلطة العباسيين.

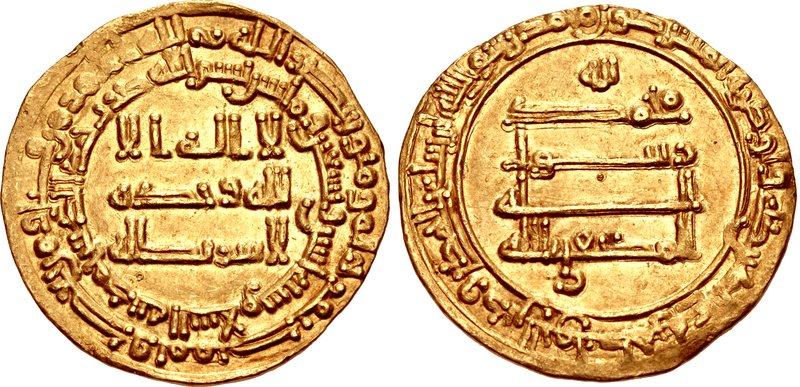
دينار ذهبي ضرب ببغداد في عهد المكتفي سنة 904/5

أصبحت صور من جديد في حوزة القائد العباسي محمد بن رائق سنة 327هـ/938م، حيث أقام مدة عند غلام اسمه المشرق. وقبل ذهابه إلى بغداد سنة 329هـ/940م، منح صور والأردن إلى بدر بن عمار حاكم طبرية - ويقال أيضاً والي طرابلس.

### الإخشيديون

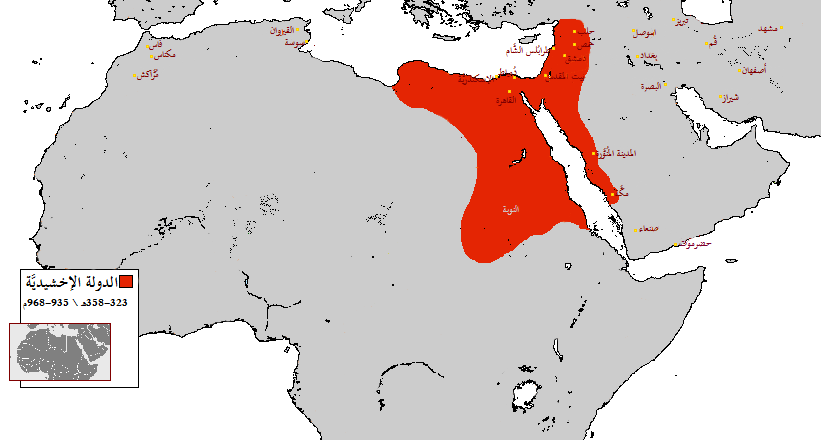
خريطة لمدى الدولة الإخشيدية

كانت بعلبك تتنقل بين حكم الإخشيديين والحمدانيين. ضم محمد بن طغج الإخشيد الشام إلى مصر، من بعد مقتل محمد بن رائق والي الشام العباسي سنة 330هـ/941م، وأقره الخليفة العباسي المستكفي على مصر والشام في سنة 333هـ/944م.

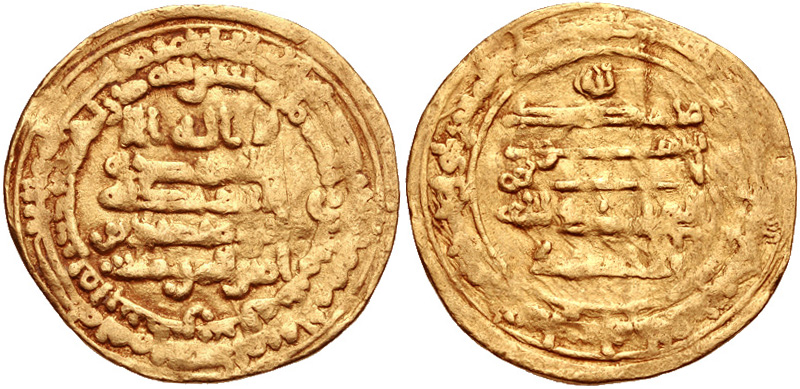
دينار ضُرب في فلسطين في عهد الإخشيد سنة 944م. أدرج اسم ابن طغج ولقبه (محمد الإخشيد)، إلى جانب اسم الخليفة في عملاته منذ سنة 942م فصاعداً.

### ثورة طرابلس
قامت ثورة على الحكم الإخشيدي في طرابلس سنة 357هـ الموافق سنة 968م نتيجة استبداد الوالي أبو الحسن أحمد بن غرير الأرغلي وظلمه وقسوته في معاملة الناس. ومن المعروف أن طرابلس كانت تتبع حينها ولاية دمشق، وواليها الدمشقي هو من يعين والي طرابلس. وطرد الناس الوالي من المدينة، فلجأ إلى حصن عرقة وحصنه، وأصبح سكان طرابلس بلا والي ولا أمير. في هذه الأثناء، وصل الإمبراطور البيزنطي نقفور فوقاس الثاني إلى طرابلس في حملته على الشام في محاولة لانتزاعها من المسلمين، حيث استولى على شمال البلاد بما في ذلك عرقة. حيث قبض على أبو الحسن بن غرير الأرغلي وأخذ جميع أمواله ثم ذهب إلى طرابلس ونزل بها يوم عيد الأضحى وأقام بها تلك الليلة وأحرق أراضيها وعاد إلى بلاد الساحل.

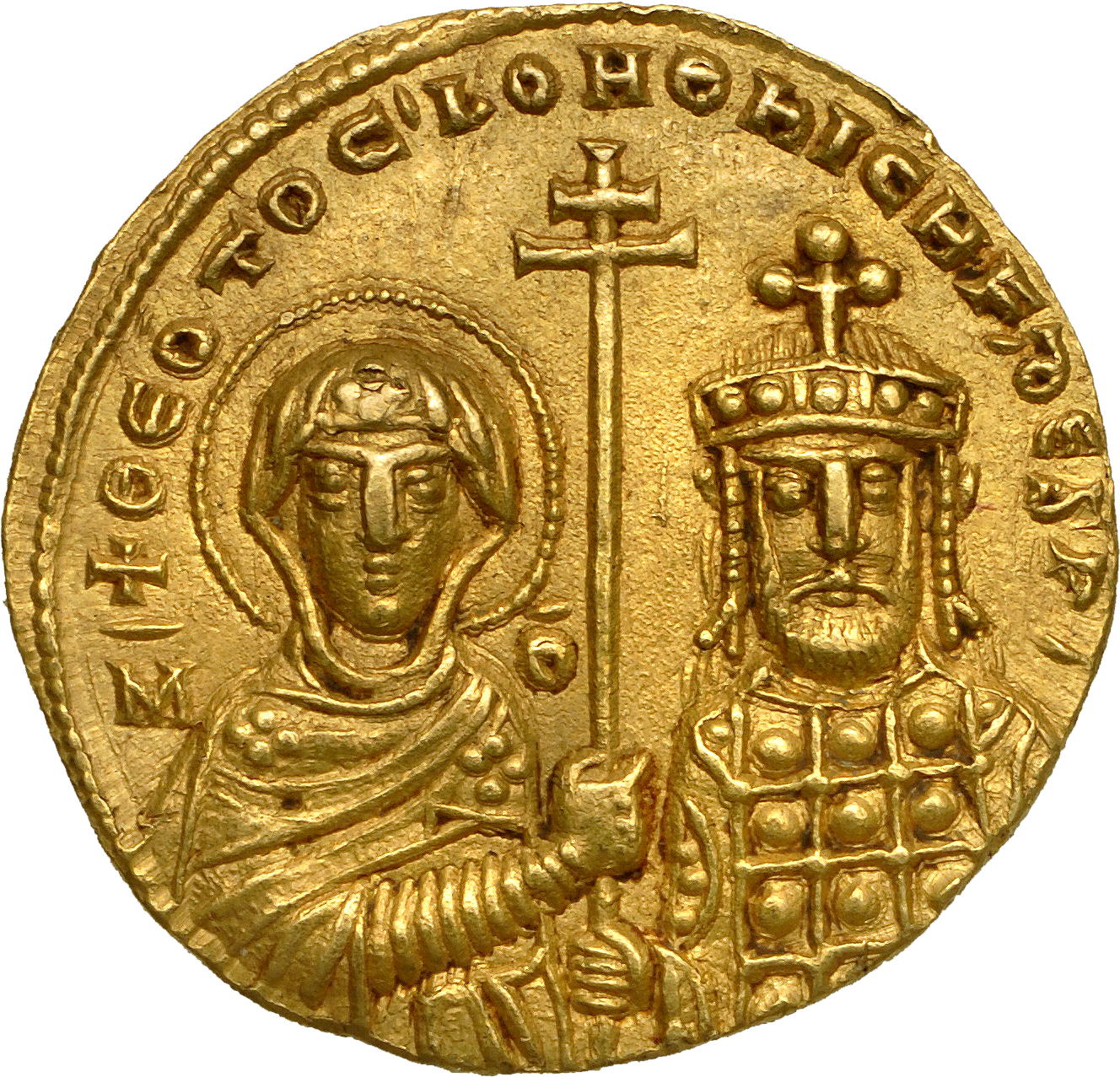
عملة هيستامينون لنقفور الثاني (يميناً) بجوار مريم العذراء، 963-969م.

### الحمدانيون
بسط سيف الدولة سلطانه على بعلبك سنة 335هـ/947م، لما قامت الدولة الحمدانية في حلب. ورغم أن دمشق ثارت على سيف الدولة، ومالت إلى الإخشيديين عندما استعادها كفور الإخشيدي، فإن بعلبك انفصلت عن دمشق، وظلت حصناً لسيف الدولة حتى وفاته سنة 356هـ/967م. وقد اجتاحها البيزنطيون ونهبوها مع سائر المدن الحمدانية بعد وفاة سيف الدولة.

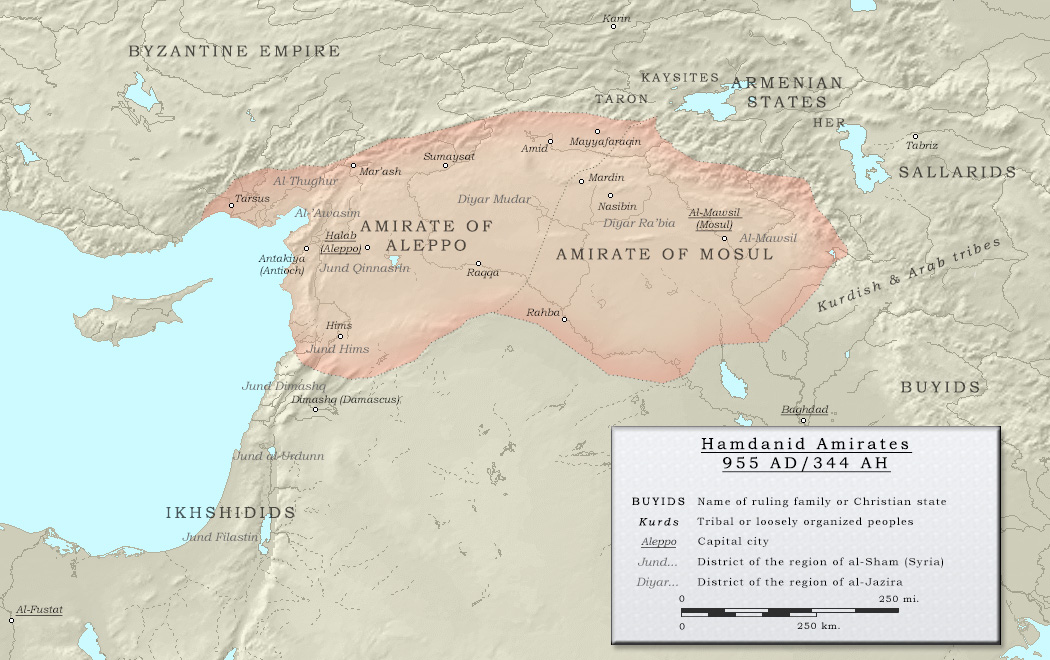
خريطة للدولة الحمدانية في أقصى اتساع لها، حوالي 955م

### الفاطميون
وصل القائد الفاطمي جوهر الصقلي إلى دمشق واستولى عليها في 359هـ/970م ثم ذهب إلى بعلبك وأخضعها وخطب فيها للخليفة الفاطمي المعز بدلاً من الخليفة العباسي المطيع. ورفع الأذان بقول حي على خير العمل وتبعت المدينة نائب دمشق جعفر بن فلاح.

### الثورات على الفاطميين
قرر الفتكين الثائر على الفاطميين ألبتكين بسط نفوذه على وادي البقاع والمدن الساحلية اللبنانية في 975، بعد وقت قصير من احتلاله لدمشق، فسار نحو بعلبك لمحاربة ظالم بن موهوب، ونجح في هزيمته. فهرب واختبأ عند الأمير تميم بن المنذر بن النعمان الأرسالاني، ثم كتب إلى المعز يخبره بالأمر، فأمره المعز بالإقامة في صيدا.
ثورة صور
وقعت ثورة بقيادة بحار يُدعى علّاقة في صور ضد حكم الفاطميين وإهمالهم الملحوظ، طرد الثوار الفاطميين لمدة عامين حتى قُمعت ثورتهم بمساعدة الأمير الحمداني أبو عبد الله الحسين [الإنجليزية] في 998، حيث عُين الأخير لاحقاً حاكماً على المدينة وضواحيها.

## الأحداث

### عقد 900

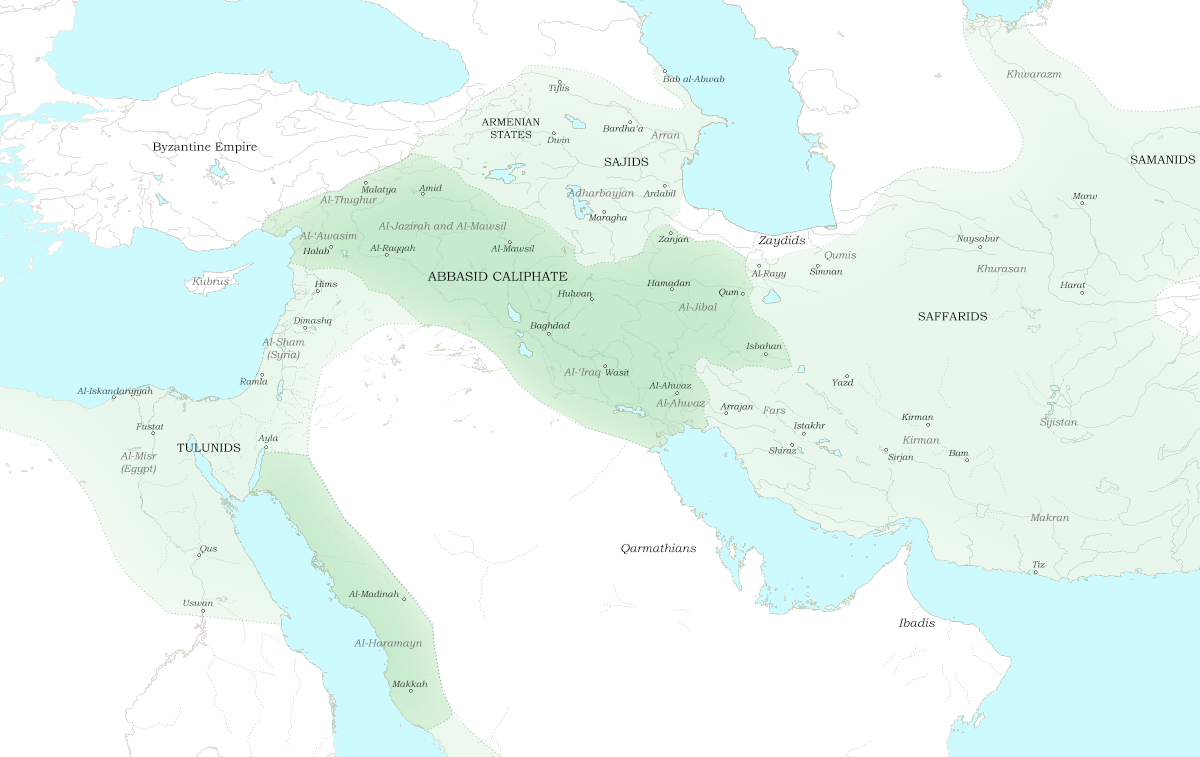
خريطة توضح نتيجة حملات المعتضد لتوحيد الدولة العباسية، حوالي 900م: تظهر المناطق الخاضعة للسيطرة العباسية المباشرة باللون الأخضر الداكن، أما المناطق الخاضعة للسيادة العباسية الصورية، ولكن يديرها حكام مستقلين، فهي باللون الأخضر الفاتح. أعيد دمج الولايات الغربية من بلاد الشام ومصر في الدولة العباسية في عهد المكتفي.

- ظهور القرامطة في الشام سنة 290هـ/905م، بالتزامن مع سلسلة من المجازر والنهب لسكان لبنان.
- محمد بن سليمان يسحق ثورة القرامطة سنة 291هـ/906م، ويعيد لبنان إلى العباسيين.
- انتصار الأسطول البحري العباسي الصوري على البيزنطيين سنة 296هـ/908م.

### عقد 910
- مولد قسطا بن لوقا في صور، وهو طبيب مسيحي ملكي وفيلسوف وعالم فلك ورياضيات ومترجم، توفي في 912 عن عمر يناهز 92 عاماً، في أرمينية البقرادونية.[9]
- مولد ابن جميع الصيداوي، عالم محدث وخبير في علم الرجال، في صيدا سنة 917م.[10]

### عقد 930
- القائد العباسي محمد بن رائق يستعيد لبنان إلى حظيرة الخلافة العباسية سنة 327هـ/938م.
- تدمير بيت مارون والعديد من الأديرة المارونية تدميراً كاملاً. على إثرها، غادر البطريرك الماروني يوحنا الثاني سوريا إلى جبال لبنان سنة 938م.[11] ولاحقاً، يصبح دير العذراء يانوش (أنوش) برئاسة البطريرك الماروني يوحنا في العام نفسه المقر البطريركي للكنيسة المارونية في يانوح.[12]

### عقد 940

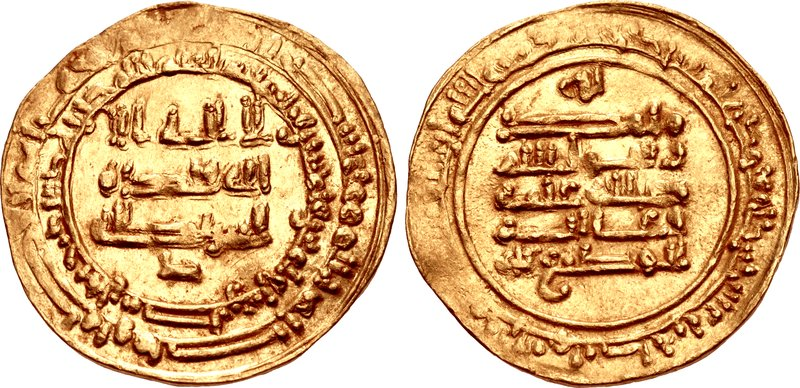
دينار إسلامي ضُرب في عهد كافور سنة 966 في الرملة، فلسطين

- إبحار كافور الإخشيدي، الوسيط بين البيزنطيين والإخشيديين، مع الشيخ أبو عمير وسفير الإمبراطور البيزنطي من صور إلى طرسوس، وانتهت مهمتهم الدبلوماسية في أكتوبر 940م.[13]
- محمد بن طغج يضم لبنان إلى الدولة الأخشيدية 941م.
- بداية القرن الشيعي 945م.
- سيف الدولة الحمداني يمد سلطانه إلى بعلبك سنة 335هـ/947م.

### عقد 950
- مولد الشاعر الشيعي عبد المحسن الصوري خلال العصر العباسي سنة 950م.[14]

### عقد 960
- بداية الثورة ضد الإخشيديين في طرابلس 968م.[5]
- الدولة الفاطمية تخلف الدولة الإخشيدية في مصر بعد سنة 969م، وامتداد حكمها إلى لبنان.[15]

### عقد 970

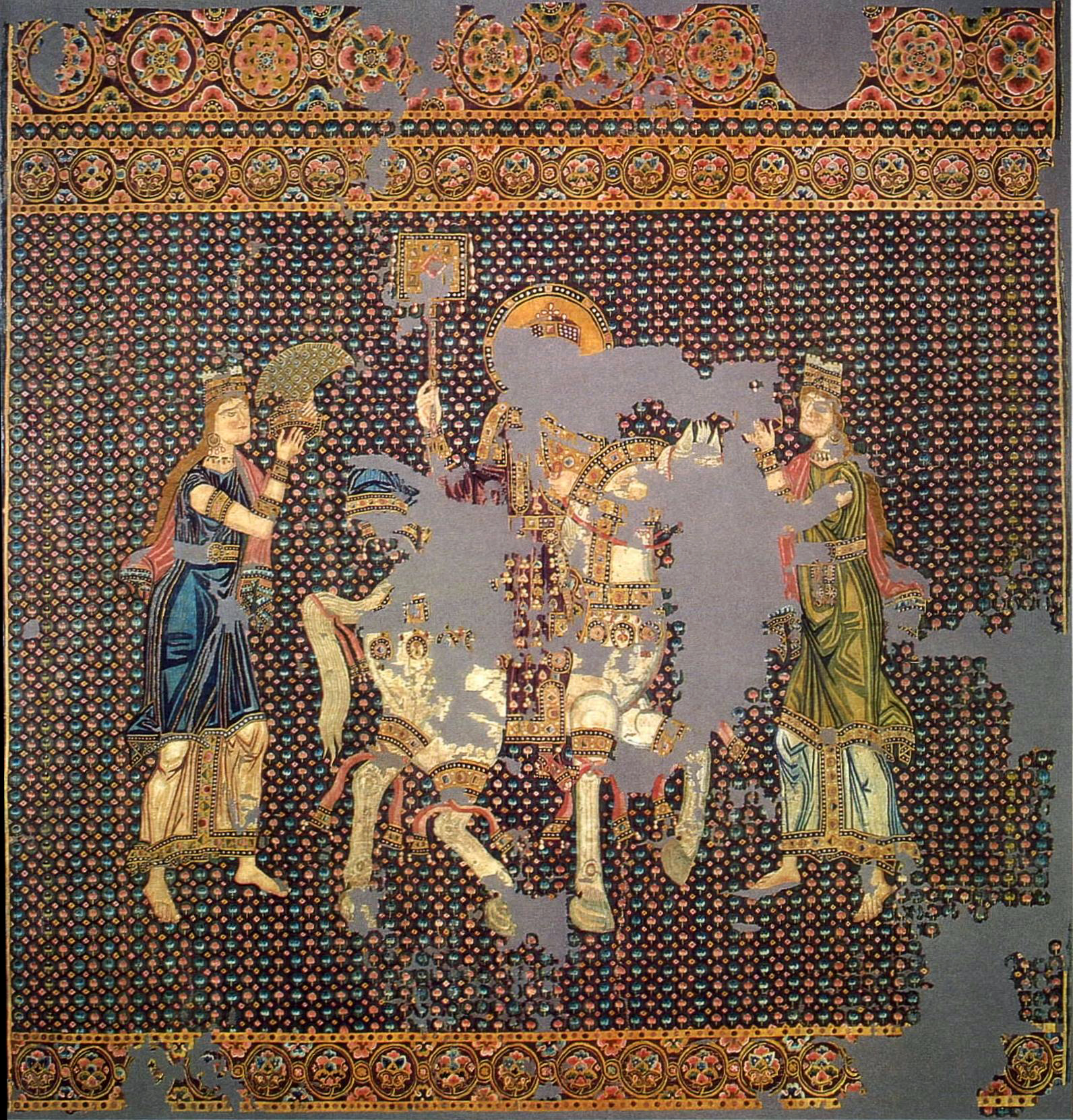
بامبيرغر غونترتوتش، نسيج حريري بيزنطي يصور عودة زيمسكي من حملة ناجحة

- القائد العسكري الفاطمي جوهر الصقلي يستولي على بعلبك في 970م.
- الإمبراطور البيزنطي يوحنا الأول زيمسكي يستولى على بيروت في 974، وأقام بها لمدة عام تقريباً قبل أن تطرده القوات المصرية.[16]
- الفتكين القائد العسكري والمتمرد المناهض للفاطميين يحتل البقاع وصيدا وبعلبك في 975.[8]
- تسلمت قوات زيمسكي من قوات الفتكين بعلبك وصيدا وبيروت في 975،[17] وكان قد جلب معه أيقونة المسيح العجيبة [الإنجليزية] من عهد أثناسيوس من بيروت إلى القسطنطينية.[18] كما غزا جبيل وطرابلس، لكنه فشل في الاستيلاء على القدس.[19]

### عقد 980
- القائد البيزنطي برداس فوقاس [الإنجليزية] يغادر حمص باتجاه البقاع ليصل إلى طرابلس ويغزوها في 983م.[20]
- مولد حمزة بن علي، مؤسس الديانة الدرزية، في 985م.[21]

### عقد 990

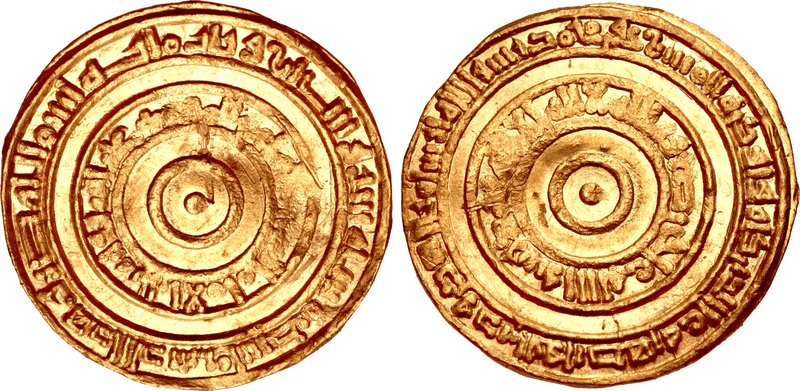
دينار إسلامي ضُرب في عهد العزيز بفلسطين سنة 366هـ (976/977م)

- القوات العسكرية للقائد البيزنطي دالاسينوس [الإنجليزية] تداهم ضواحي طرابلس وعرقة في 996م.[22]
- ثورة سكان صور ضد الفاطميين في 996.[20]
- عُين أبو عبد الله الحسين حاكماً على صور، وكُلف بقمع ثورة المدينة في 996، قبل وقت قصير من وفاة العزيز.[20]
- القائد دالاسينوس يهاجم طرابلس مرة أخرى في 997م.
- استعاد الفاطميون مدينة صور في مايو 998م ونهبوها وذبحوا المدافعين عنها أو أُخذوا أسرى إلى مصر، وسلخ العلاقة، زعيم الثورة، حياً وصلب، في حين أُعدم العديد من أتباعه مع 200 أسير بيزنطي.[20]
- شن الإمبراطور البيزنطي باسيل الثاني عدة غارات على بعلبك وبيروت وجبيل، في ديسمبر 999.[23] كما ضرب حصاراً فاشلاً على طرابلس في نفس الشهر.[24]

## الصناعة
كان من أبرز الصناعات الفاطمية التي انتشرت في لبنان صناعة ملابس المقصب وصناعة الطُنْفُسَةٌ. وبرعت مدينة صور في صناعة الخرز والزجاج واستخراج السكر، واشتهرت طرابلس بصناعة ورق الكتابة. وكانت موان الساحل اللبناني سوقاً شعبياً لكافة المنتجات الزراعية والصناعية، كما كانت مركزاً لتصديرها إلى مدن حوض البحر الأبيض المتوسط.

## العمارة

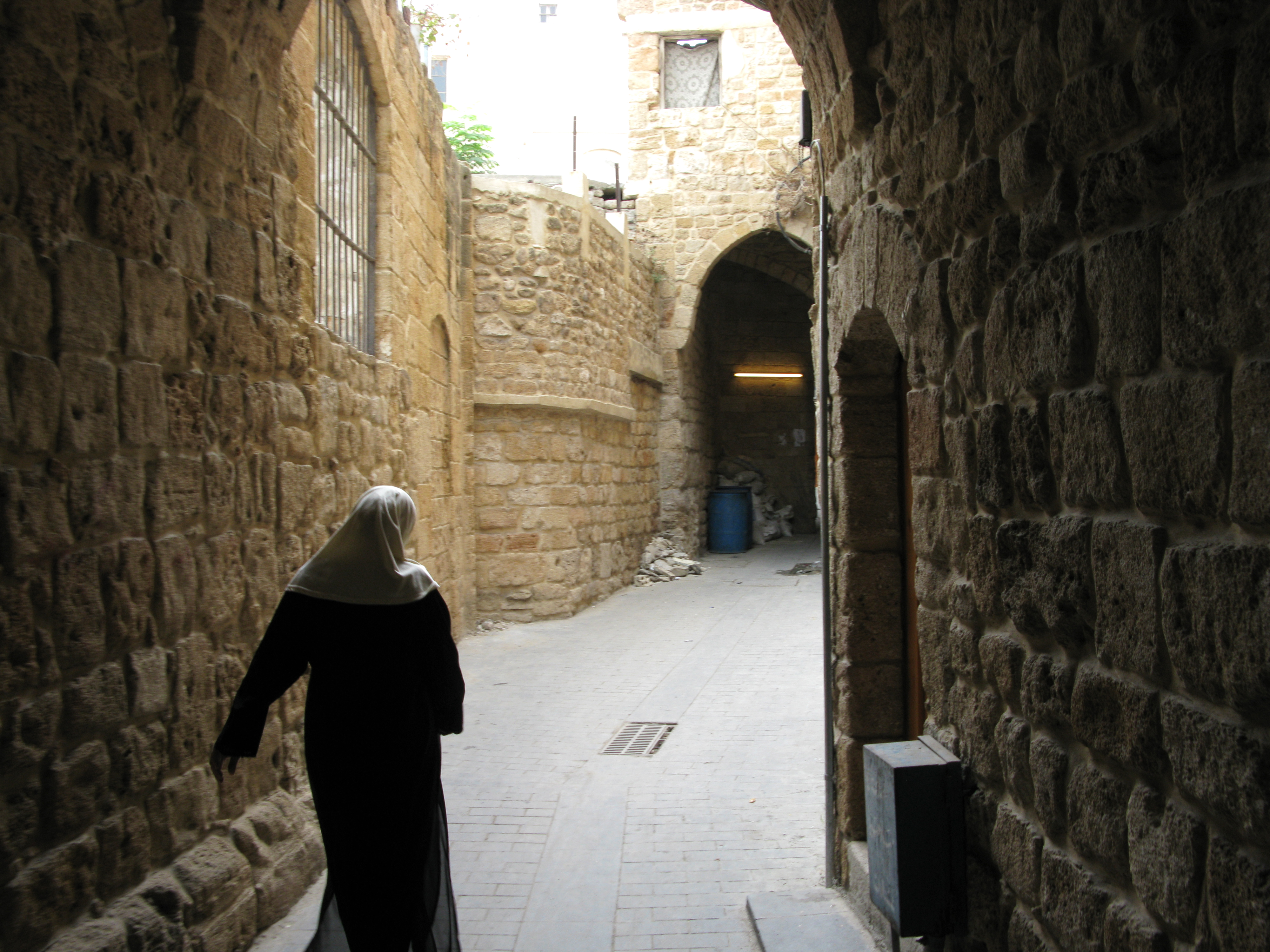
أزقة مدينة صيدا القديمة.

- «قلعة المعز»، حصن منسوب إلى المعز لدين الله الفاطمي (حكم 341-365هـ/952-975م)، في المدينة القديمة، صيدا.[26]